# Branchia potens
Branchia potens är en spindeldjursart som beskrevs av Muma 1951. Branchia potens ingår i släktet Branchia och familjen Ammotrechidae. Inga underarter finns listade.